# Dorking
 For hønseracen, se Dorking (hønserace).
Dorking er en mindre by i Surrey, England, beliggende ca. 40 km syd for London. Byen har ca. 17.000 indbyggere og hører til regionen South East England. Byen er administrationsby for Mole Valley district.